# Патхумпхон

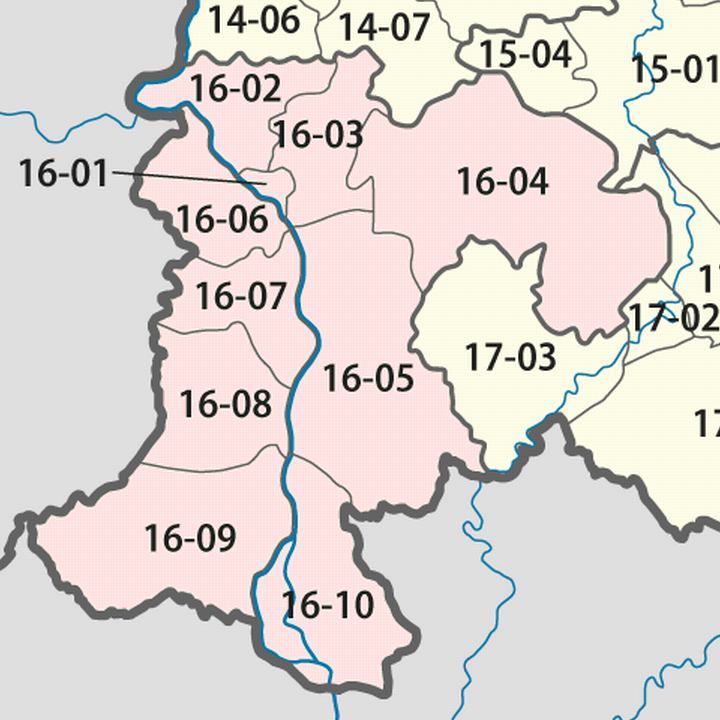
Число 16-05

Патхумпхон — один з районів (лаос. ເມືອງ муанг) провінції Тямпасак, Лаос.